# 德氏下脂鯉
德氏下脂鯉，為輻鰭魚綱脂鯉目脂鯉亞目上口脂鯉科的其中一個種，分布於南美洲法屬圭亞那沿岸淡水流域，體長可達16公分，棲息在水流快速的水域，生活習性不明。